# Sorno
Sorno, in lusaziano inferiore Žarnow, è una frazione (Ortsteil) della città tedesca di Finsterwalde.

## Storia
Fino al 1993 Sorno costituiva un comune autonomo; in tale anno fu annesso alla città di Finsterwalde.

## Amministrazione
La frazione è amministrata da un "sindaco locale" (Ortsvorsteher) eletto direttamente dai cittadini.